# URL
Једнообразни локатор ресурса (енгл. Uniform Resource Locator, URL), колоквијално познат и као веб-адреса, односи се на http или https URL шему, тј. на сложен исказ низова карактера који се користи за лоцирање неког ресурса на интернету. Веб-адреса се често наводи као синоним за URI или URL. URL, поред тога што указује на локацију, обезбеђује и примарне механизме приступа ресурсу.
-
  - 
  - 

## Синтакса
синтаксу адресирања увео је Тим Бернерс-Ли за примену на World Wide Web-у, садашњи стандард је дефинисан RFC документом под бројем 1738. URL почиње са неком од шема „http:” или „https:”, затим следе „//”, потом назив домена, IP адреса, адреса сервера или нека друга мрежна адреса, и завршава се веб-страницом или документом (слика, датотека…).
Пример:
- http://sr.wikipedia.org/wiki/URL је пример URL-а који указује на интернет ресурс, у овом случају на веб-страницу „URL”.